# Curacoa
El Curacoa és un volcà submarí localitzat al sud dels esculls curacoa al nord de Tonga. Se n'observaren erupcions els anys 1973 i 1979, a partir de dues reixetes de ventilació independents. L'erupció de 1973 va produir una gran bassa de dacita tosca, i va tenir un VEI de 3.